# Long Range Desert Group
Long Range Desert Group (LRDG, Pustynna Grupa Dalekiego Zasięgu, określana też jako: Pustynna Grupa Dalekiego Zwiadu) – elitarna, brytyjska formacja wojskowa, utworzona w 1940 roku w Egipcie.
Złożona z doborowych żołnierzy, głównie ochotników, pochodzących między innymi z Nowej Zelandii, Rodezji, Południowej Afryki i Wielkiej Brytanii. Głównym celem owej formacji było prowadzenie dalekosiężnych działań zwiadowczych i dywersyjnych na pustyni.

## Historia
Jednostka została utworzona w Egipcie w czerwcu 1940 roku przez majora Ralpha A. Bagnolda, kapitana Patricka Claytona i kapitana Williama Shawa na rozkaz generała Archibalda Wavella. Grupa została rozwiązana po zakończeniu wojny. Podczas kampanii na Pustyni Libijskiej 1940–1943 jednostka działała setki kilometrów za liniami nieprzyjaciela. Chociaż głównym jej zadaniem był rekonesans i zbieranie informacji wywiadowczych, jednostki grupy (zwane „Patrolami”) wykonywały czasami akcje o charakterze bojowym. Najbardziej znanym takim atakiem była operacja Caravan, czyli uderzenie na libijskie miasto Barka (obecnie Al-Mardż) i pobliskie lotnisko polowe 13 września 1942 r. W początkowym okresie działalności Special Air Service, zanim została ona wyposażona we własne środki transportu, LRDG zapewniała też transport komandosom SAS.
Jednostka używała samochodów ciężarowych, przystosowanych do działań pustynnych i uzbrojonych w broń maszynową. Od marca 1942 jako podstawowy środek transportu używane były samochody Chevrolet 1533X2 30cwt, od połowy 1942 używano też jeepów Willys.